# Аляно Терме
Аля̀но Тѐрме (на италиански: Agliano Terme; на пиемонтски: Ajan, Аян) е село и община в Северна Италия, провинция Асти, регион Пиемонт. Разположено е на 263 m надморска височина. Населението на общината е 1673 души (към 2010 г.).